# Parafia św. Małgorzaty w Ulanie
Parafia św. Małgorzaty w Ulanie-Majoracie – parafia rzymskokatolicka w Ulanie-Majoracie.
Parafia Ulan jest jedną z najstarszych jednostek kościelnych w całej historycznej Ziemi Łukowskiej, a więc terytorium odpowiadającym z grubsza dzisiejszym powiatom łukowskiemu, siedleckiemu i radzyńskiemu. Wiekiem ustępuje znacznie tylko parafiom w Łukowie (XII w.), Kocku (XII w.) i Tuchowiczu (poł. XIV w.). Pozostałe parafie są jej rówieśnicami, tak jak np. Zbuczyn (1418), Trzebieszów (1430) i Wojcieszków (1437), bądź powstały później. Historia parafii Ulan sięga I poł. XV w. Zarówno dokument fundacyjny (uposażenie) jak i erekcyjny (powołanie do życia) nie zachowały się, nie dysponujemy więc bezpośrednim źródłem podającym rok założenia parafii, nie ma również wykazu miejscowości wchodzących na początku w jej skład. Jednakże na podstawie szeregu innych dokumentów dane te udaje się z dość dużą dokładnością ustalić.
Parafia Ulan wchodzi w skład dekanatu radzyńskiego, diecezji siedleckiej, czyli podlaskiej. Liczy 5700 osób (dane z 2002 r.). 
Na obszarze parafii leżą wsie: Bedlno, Kępki (część), Klębów, Krasew (bez przysiółka Ruda), Olszewnica, Paskudy (część), Rozwadów, Rzymy-Rzymki (część), Sętki, Skrzyszew, Sobole, Stok, Ulan, Wierzchowiny, Wola Chomejowa, Zarzec Ulański, Żyłki (część). W trzech wsiach znajdują się kościoły filialne lub kaplice, w których odprawiane są w każdą niedzielę msze. Są to Krasew, Olszewnica i Skrzyszew. 